# Luangta Bua Yansampanno
Luangta Bua Yansampanno – klasztor buddyjski położony w Tajlandii w prowincji Kanchanaburi, 170 km od Bangkoku. Jego przeorem jest Phra Acharn Phusit Khantitharo.
Wyjątkowość klasztoru polega na tym, że mnisi żyją w nim w przyjaźni z tygrysami. Pierwsze kocięta (ich matka została zabita przez kłusowników) zostały przyniesione do klasztoru w 1995, a nazwano je „Burza” i „Piorun”. .
Obecnie w klasztorze mieszka 143 tygrysów (lipiec 2015), a także jelenie, pawie, małpy i konie.
Hodowla ta jednak była nielegalna, a na skutek doniesień o znęcaniu się nad zwierzętami i nielegalnym nimi handlu, tajlandzkie organy ochrony przyrody w 2016 roku rozpoczęły przenoszenie tygrysów do uprawnionych ośrodków, przy okazji odkrywając kilkadziesiąt zwłok tygrysów.